# The History of Sound
The History of Sound es una próxima película de drama romántico histórico escrita y dirigida por Oliver Hermanus. Basada en el relato homónimo de Ben Shattuck, trata de la relación entre dos hombres (Josh O'Connor y Paul Mescal) que se conocen en 1916 y viajan juntos en el verano de 1919 para grabar las canciones folclóricas de sus compatriotas en la Nueva Inglaterra rural.
La película se estrenará mundialmente en la competencia principal del Festival Internacional de Cine de Cannes de 2025, donde fue nominada a la Palma de Oro.

## Reparto
- Paul Mescal como Lionel
  - Chris Cooper como Lionel mayor
- Josh O'Connor como David
- Molly Price como la madre de Lionel
- Raphael Sbarge como Lionel Padre
- Hadley Robinson como Belle
- Emma Canning como Clarissa
- Briana Middleton como Thankful Mary Swain
- Gary Raymond como William
- Alison Bartlett como Samantha
- Michael Schantz como Bob

## Producción
Hermanus consiguió el puesto de director justo cuando empezó la pandemia de COVID-19 y desarrolló el guion con Shattuck durante el encierro en su casa de Barrydale (Sudáfrica). A finales de octubre de 2021 se anunció la película junto con sus protagonistas Paul Mescal y Josh O'Connor. Entre los productores se encuentran Lisa Ciuffetti, Andrew Kortschak y Andrea Roa, así como Tim Haslam para Embankment Films y Sara Murphy. En enero de 2023, se confirmó que el casting para los papeles secundarios estaba en marcha.
La fotografía principal iba a tener lugar originalmente en el Reino Unido, Estados Unidos e Italia en el verano de 2022, pero se pospuso porque Mescal y O'Connor tenían conflictos de programación. La producción se reprogramó para después de que Hermanus completara Mary & George, comenzando en Massachusetts. En enero de 2024, se informó de que la fotografía principal comenzaría en breve; Hermanus confirmó que comenzó oficialmente el 28 de febrero.
El equipo de rodaje de The History of Sound fue visto en el restaurante 10th & Willow de Hoboken (Nueva Jersey), cerrado por el rodaje a principios de marzo, y O'Connor y Mescal fueron fotografiados juntos disfrazados por primera vez.
Otro lugar en el que se rodó The History of Sound es el Museo de la Granja Oakley, en Freehold Township, Nueva Jersey. La herrería, situada en la parte trasera de la propiedad, se convirtió en una cabaña de Maine y fue visitada por las estrellas Mescal y O'Connor. La localización era una de las dos en todo el estado que buscaban End Cue y Film4.

## Estreno
En junio de 2024 se informó de que la película no estaría lista a tiempo para los festivales de otoño debido a su partitura y producción de sonido, y que en su lugar aspiraría a debutar en el Festival de Cannes de 2025. En febrero de 2025, Mubi y Focus Features/Universal Pictures International adquirieron los derechos de distribución norteamericanos e internacionales, respectivamente. En abril de 2025 se confirmó el estreno de la película en Cannes y se anunció que competiría por la Palma de Oro.